# 原楔形文字
原楔形文字（proto-cuneiform）は、メソポタミアに出現した原文字の体系であり、最終的にその地域の初期王朝第Ⅰ期の古拙文字に発展した。稀に、古楔形文字（archaic cuneiform）と呼ばれることもある。この文字は、数千年前からその地域一帯で既に用いられていたトークンに基づく体系から生じた。後の楔形文字がシュメール語の表記に用いられたことは間違いないが、原楔形文字で書かれたテキストの根底にある言語は、未だ不明なままである。

## 歴史

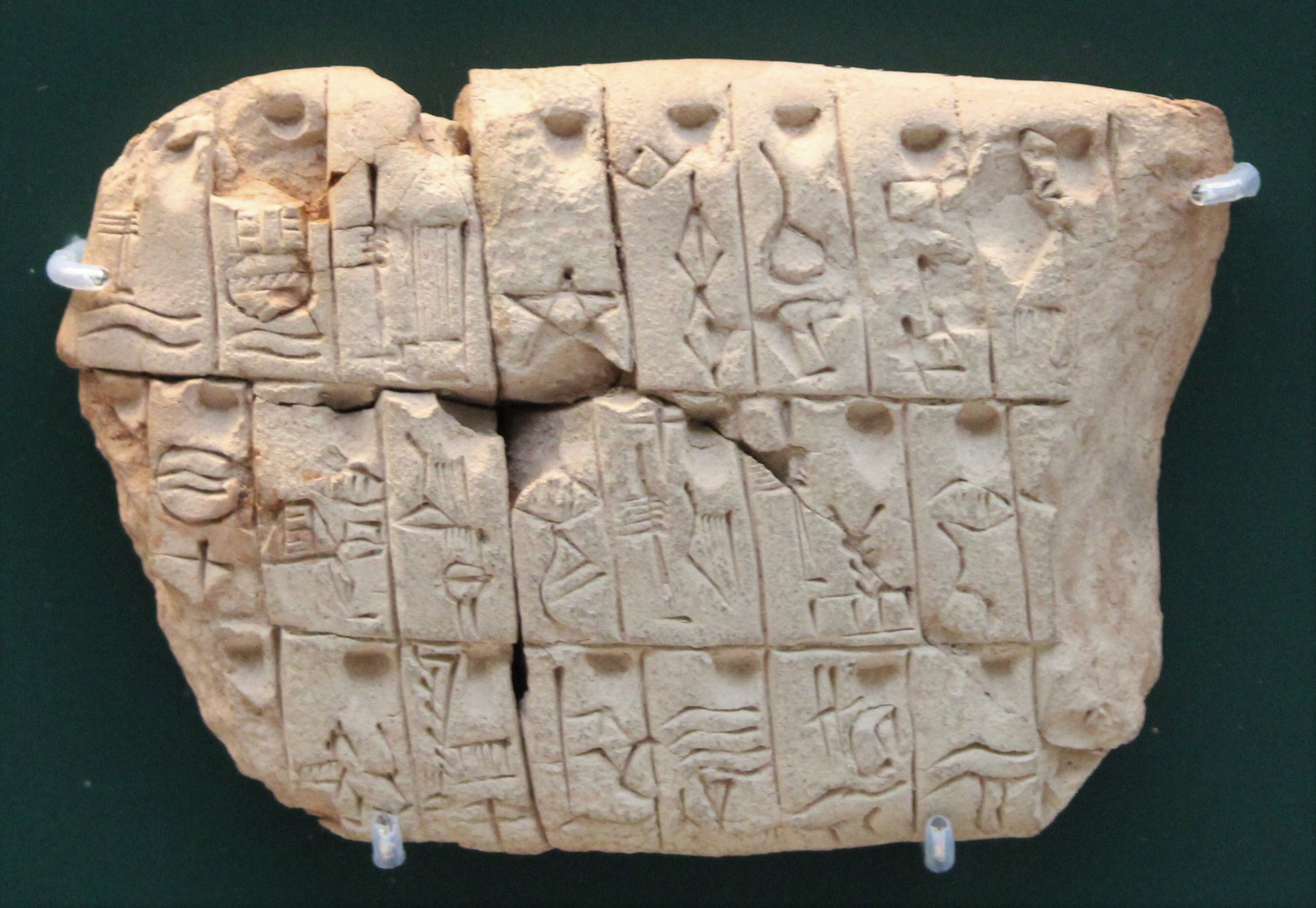
原楔形文字で書かれた場所の語彙リスト (BM_116625)

紀元前９千年紀、トークンに基づいた体系が古代オリエントの様々な場所で用いられるようになった。これらは、印のついたトークンへ、そして粘土のブッラとして知られている印のついた封筒へと発展した。 通常、トークンは、原楔形文字の発達の基礎であると同時に、それと同時期の原エラム文字の書記体系の発達の基礎になったものであると想定されている。というのは、発見されたトークンの3分の2は、後にエラムとなる地域の最も重要な都市スーサで発掘されたものだからである。これらのトークンは、原楔形文字と原エラム文字が発達した後も使われ続けた。
発見された最古の粘土板は、「数詞的な」文字を含むものであり、数字のリストだけで構成されていた。これらの粘土板はスーサやウルクだけでなく、様々な遺跡からも見つかっており、その中にはテル・ブラク、ハブバ・カビラ、テペ・ヒッサル、ゴディン・テペ、ジェベル・アルダといった、後の原エラム文字や原楔形文字を持たない遺跡もある。原楔形文字は、現在、ウルク第Ⅳ期（紀元前3300年頃）と名付けられている時期に出現し、後のウルク第Ⅲ期（紀元前3200-2900年頃）まで用いられた。記号が変化し、融合していくのに伴って、原楔形文字は、時間の経過とともにゆっくりと進化していった。最初に用いられたのは、ウルクにおいてであり、後にジェムデト・ナスルなどの他の場所へと広がっていった。
紀元前2900年頃の初期王朝時代の到来とともに、シュメール語の表記に使われる標準的な楔形文字が出現したが、この時代から出土した粘土板は約400枚にすぎない。粘土板の多くはウルから出土したものであり、わずかにウルクから出土したものもある。

## 言語

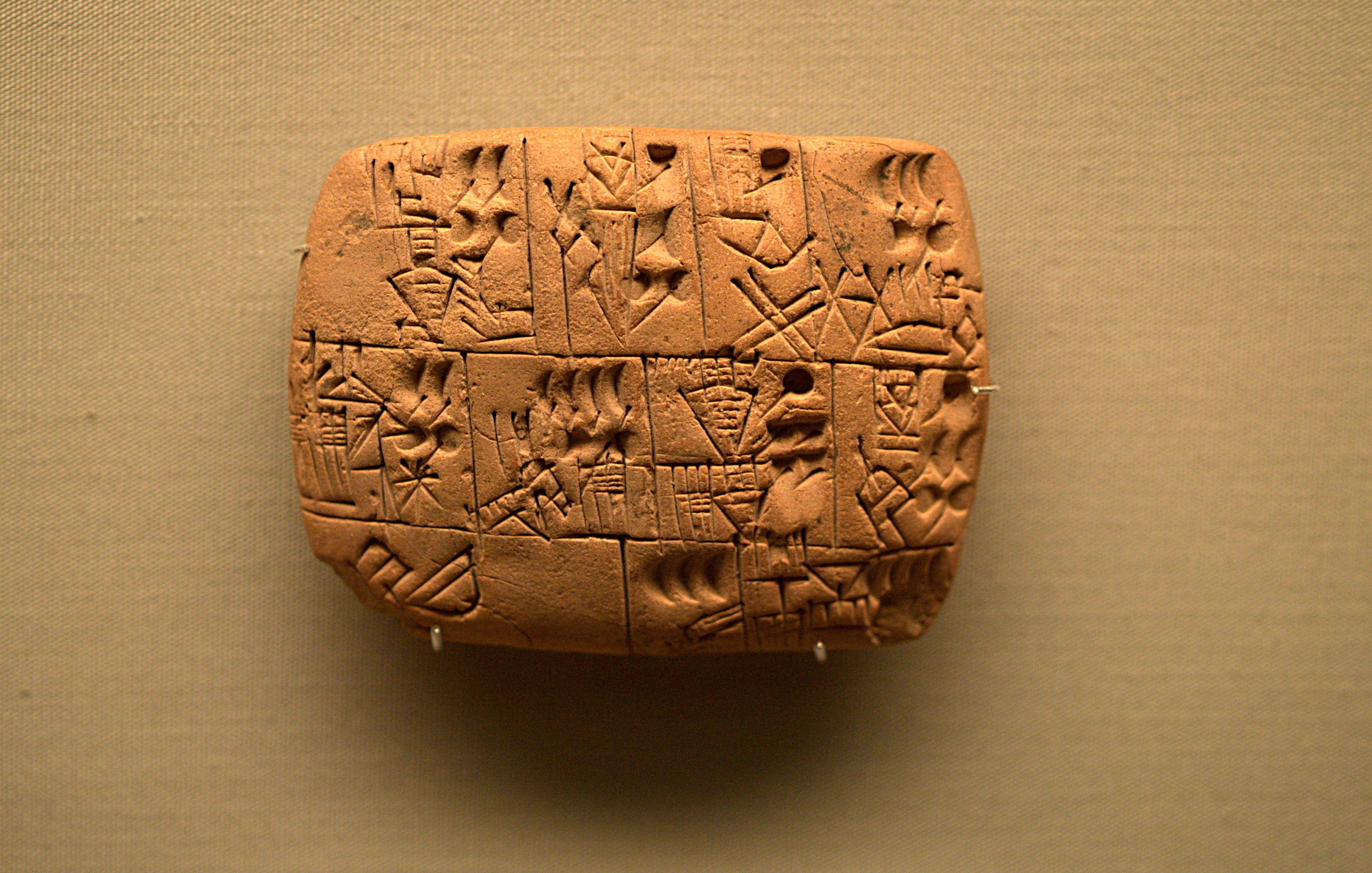
ビールの割り当てを記録した原楔形文字の粘土板

シュメール人がメソポタミアに到着した時期については、学界で長年議論が続いている。一部では、言語学的な議論や証拠があるが、全体的に見れば、メソポタミアで、多くの根本的な変化が起こったことは明らかである。例えば、平凸煉瓦の使用などである。それと同時に、初期王朝時代第Ⅰ期に、シュメール語の最初の決定的な証拠が現れた。原楔形文字は、それがどのような話し言葉を表しているのかについて、明確な手がかりを与えてくれないため多くの臆測を呼んでいるが、恐らくシュメール語であると推測されている。

## コーパス

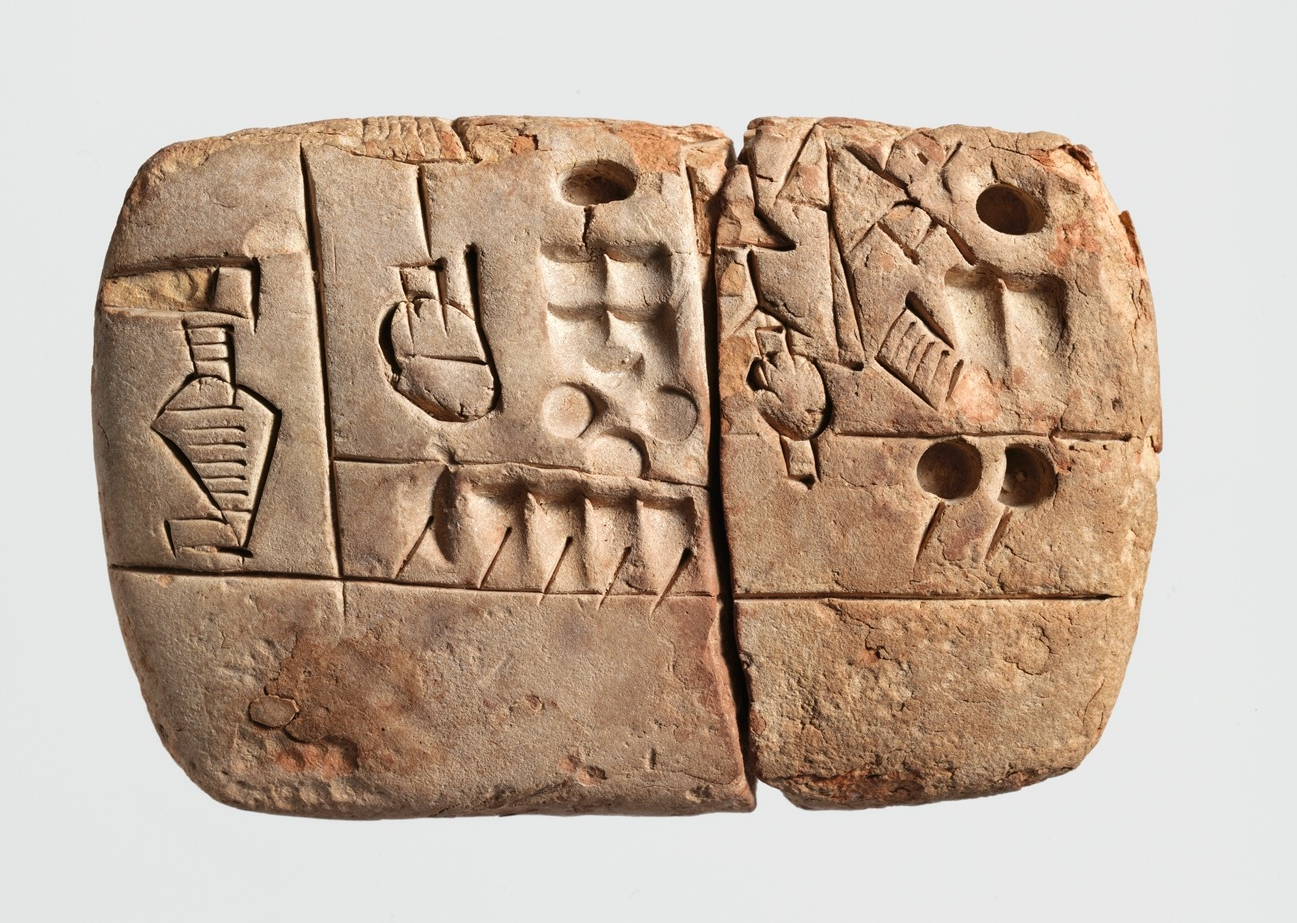
麦芽とひき割り大麦に関する原楔形文字の行政文書 (MET_DP293245)

ウルク第Ⅴ期（紀元前3500年頃）、スーサ、そしてテペ・シアルクなどのその他のイランの遺跡から出土した約170枚の同様の粘土板は、原楔形文字との類似性はあるものの、原エラム以前のものであると考えられている。 このカテゴリーでは、文字のリストと翻字はあまり明確ではない。
原エラム文字と同様に、この文字体系の伝播は比較的限られていた。発見された原楔形文字の大部分（約4000点）は、古代のウルクから見つかったが、エアンナ地区の中でも、二次的なコンテキスト（物体が放棄された後に、自然の力または人間の活動によって移動させられた状況にあること）で見つかっている。粘土板は主に次の二つのスタイルに分類される：
- 先の尖ったスタイラスで書かれた、より自然主義的な形を特徴とする前期（第IV層）のスタイル
- 先の尖っていないスタイラスで書かれた、より抽象的なスタイルの後期（第Ⅲ層）

これらはそれぞれ、紀元前3100年頃のウルク後期と紀元前3000年頃のジェムデト・ナスル期に相当する。粘土板の多くは、後にウルク第Ⅲ層エアンナ神殿群の建設時に基礎の充填材として使用された。これらの記録は、一時的な実用性や興味のためであり、すぐに廃棄されたようである。複雑な層序が原因で、発掘層に基づく粘土板の呼び方から、書体段階（script phase）IVとIIIという呼び方に変更された。粘土板と同様に、以前は容器や扉の固定に使われていた粘土の印章も、剥がされた後に最終的に盛り土の中に埋もれてしまった。 この遺跡と印章の分析から、粘土板は別の場所に由来し、最終的にウルクで廃棄されたことが示唆されている。
ジェムデト・ナスル、ウンマ、ラルサ、ハファージャ、キシュ、テル・ウカイルでは、わずかな数の粘土板が発見された。これらの粘土板は断片的でないことが多く、層化されたコンテキストで発見されることもある。中には、様々な個人や公的なコレクションに収蔵されているものもあり、内部の手がかりから粘土板の出所を特定できるものもあるが、出所不明のものもある。例えば、1988年に、バーゼルのスイス・エルレンマイヤー・コレクションから82点の保存状態の良い完全な粘土板がオークションにかけられ、そのほとんどが公的なコレクションになった。
1920年代にステファン・ラングドンが発掘中に発見した素晴らしい粘土板は、しばしば「キシュの粘土板」と呼ばれる。この石膏模型は現在アシュモレアン博物館に所蔵されており、オリジナルはバグダッド博物館に所蔵されている。オリジナルはバグダッド博物館にある。この粘土板の年代は不明である。

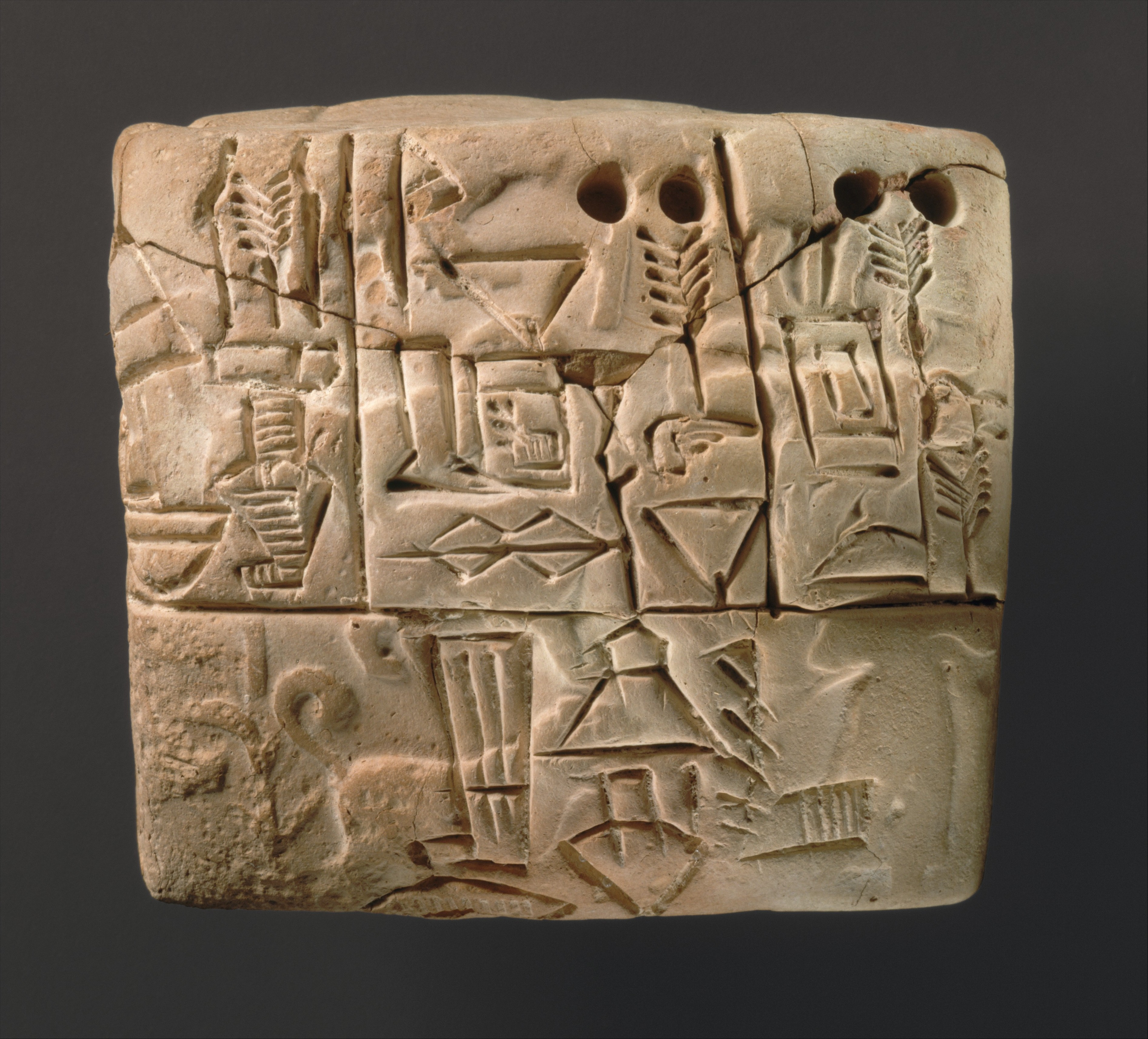
原楔形文字の粘土板 － 男性像、狩猟犬、イノシシの円筒印章が押された大麦の分配に関する行政文書 (MET_DT847)

いくつかの粘土板は円筒印章で封印されていた。

## 解読の状況

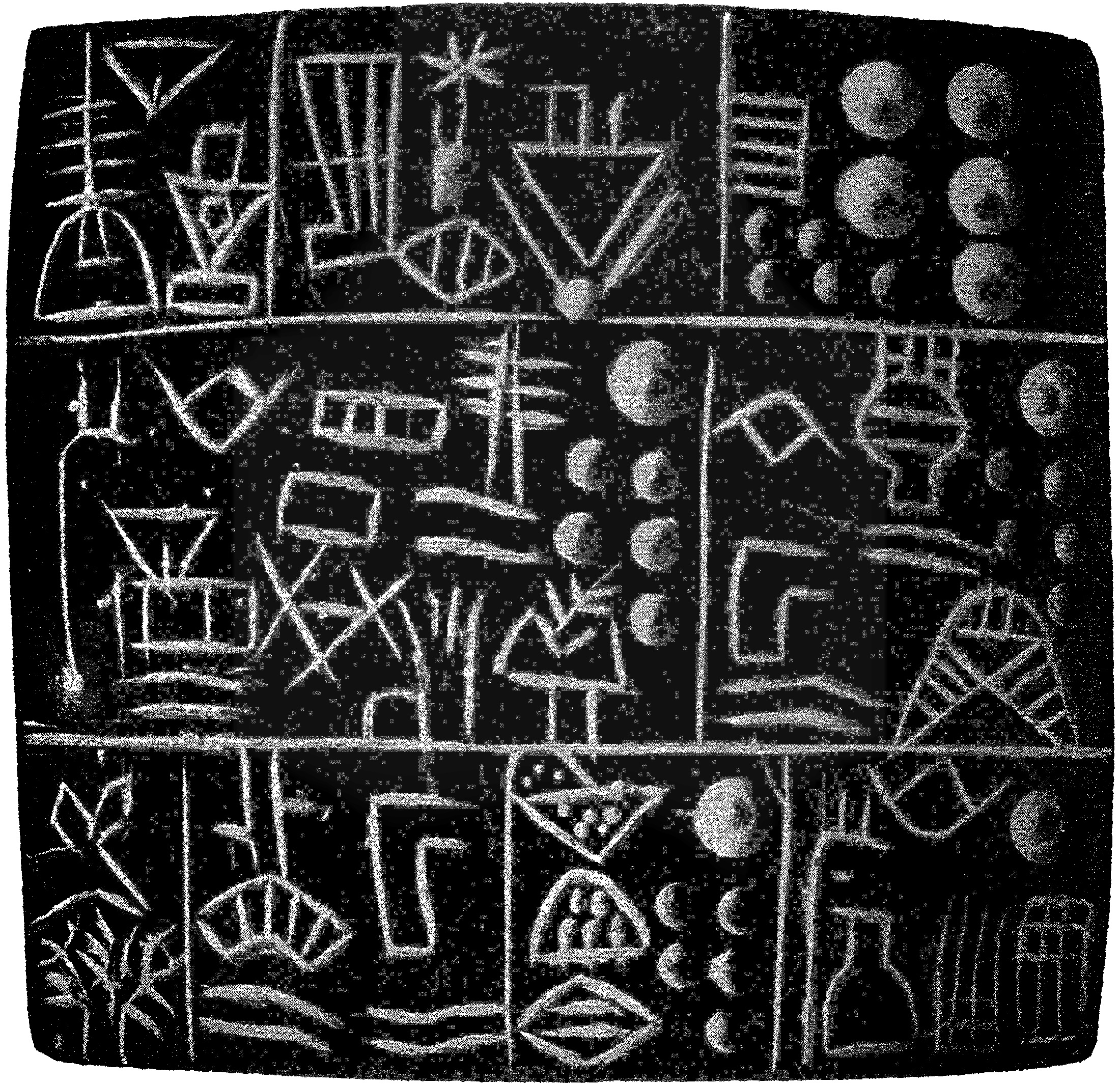
古楔形文字の粘土板 E.A. ホフマン

未知の、完全に機能する書記体系を解読するためには、学者は通常、その根底にある話し言葉の知識やいくつかの対訳テキスト、そして大規模なコーパスを必要とする。原楔形文字の解読には、これらの方法のいずれも利用することが出来なかったが、原楔形文字は完全な書記体系ではなく、行政経済の表記に特化した書き方であったので、解読が可能であった。それらの文書は、項目のリストのような、定型化され、かつ具体的なものであった。
1928年には既に、テキストの最初の出版に伴って、原楔形文字の直接の後継者で最古の楔形文字であるファラ（Fara）の記号との類似性に基づいて、数詞の記号リストが作成されていた。六十進法の数詞と面積の数字も、本質的に同じものであった 。原楔形文字と原エラム文字の数学の体系は、1970年代から数十年かけてほぼ解読された。しかし、一部の点に関しては不明なままであり、一般的に合意されているいくつかの点については論争が続いている。例えば、（ŠE system E）は容積の尺度であると考えられているが、これはウルク第IV層にしか見られず、後のウルク第Ⅲ層には見られず、容積の尺度の標識を欠いているため、現在も難題のままである。

## 記号の目録
現在、約2000種の原楔形文字が存在し、数詞に関するものが約350種、個別の表意文字が約1100種、複合文字（個々の記号の組み合わせ）が約600種である。数詞以外の記号については、約40,000回もの生起が証明されている。約530種の記号が1回のみ、約610種が2回から10回、370種が11回から100回、約104種が100回以上である 。大麦やエンマー小麦を表すものを含む、多くの記号がこれまで確認されている。

### 数字
原楔形文字の根底にある数詞の底は、後の楔形文字と同様、六十進法（底が60）である 。初期の研究者たちは、この体系はそれ以前の十進数（底が10）の基層から生まれたと思っていたが、現在ではその考えは通用しなくなっている。
異なる生産物に異なる測定体系が用いられ、コンテクストによって変化する可能性があった。１枚の粘土板の中で（Bisexagesimal System B）は穀物の配給量に、（ŠE system Š）は大麦に、（ŠE system Š"）はエンマー小麦に使用された。もうひとつは、(ŠE system C)で、（通常は穀物の）容量を表す。全部で13の数詞体系 (Sexagesimal, Sexagesimal S', Bisexagesimal, Bisexagesimal B*, GAN2, EN, U4, ŠE, ŠE', ŠE", ŠE*, DUGb, DUGc) があり、同時期の原エラム文字の書記体系では7つしか使われておらず、60の原楔形文字の数詞記号のうち、半数しか用いられていなかった。

## テキスト

原楔形文字の都市のリスト

### 行政文書
原楔形文字の最大のテキスト群（ウルク第IV期から約2000枚、ウルク第Ⅲ期から約3600枚）は、会計文書（経済記録）である。そこには、人、家畜、穀物などの様々な項目が含まれている。紛らわしいことに、しばしば多数の書き方がある。例えば、人は性別と年齢（成人、未成年、赤ん坊）によって、あるいは性別なしで年齢層（0～1歳、3～10歳など）によって記載される。

### その他
もう一つの大きなテキスト群（ウルク第Ⅳ期では十数例、ウルク第Ⅲ期では約750例）は「語彙リスト」と呼ばれるもので、これはウルク第Ⅳ期に出現し、ウルク第Ⅲ期で急増した。これは、金属、都市、道具など、定められた物理的カテゴリーに属する項目のリストである。この慣例は初期王朝時代や古バビロニア時代まで続いた。

## 出版物
ウルクから発掘された原楔形文字のテキストは、書籍のシリーズとして出版された(ATU)
- ATU 1.  Adam Falkenstein, "Archaische Texte aus Uruk", Berlin und Leipzig: Deutsche Forschungsgemein-schaft, Kommissionsverlag Otto Harrassowitz, 1936
- ATU 2.  M. W. Green und Hans J. Nissen, unter Mitarbeit von Peter Damerow und Robert K. Englund, "Zeichenliste der Archaischen Texte aus Uruk", Berlin, 1987 ISBN 978-3786114390
- ATU 3. Robert K. Englund und Hans J. Nissen unter Mitarbeit von Peter Damerow, "Die Lexikalischen Listen der Archaischen Texte aus Uruk", Berlin, 1993 ISBN 978-3786116875
- ATU 4. Robert K. Englund und Hans J. Nissen, "Katalog der Archaischen Texte aus Uruk"
- ATU 5.  Robert K. Englund unter Mitarbeit von R. M. Boehmer, "Archaic Administrative Texts from Uruk: The Early Campaigns", Berlin: Gebr. Mann Verlag, 1994 ISBN 978-3786117452
- ATU 6. Robert K. Englund und Hans J. Nissen unter Mitarbeit von R. M. Boehmer, "Archaische Verwaltungstexte aus Uruk: Vorderasiatisches Museum II", Berlin, 2005 ISBN 978-3786125211
- ATU 7. Robert K. Englund und Hans J. Nissen unter Mitarbeit von R. M. Boehmer, "Archaische Verwaltungstexte aus Uruk: Die Heidelberger Sammlung", Berlin, 2001 ISBN 978-3786124023

他の遺跡から発掘されたもの (MSVO)
- MSVO 1. Robert K. Englund, Jean-Pierre Grégoire, and Roger J. Matthews, "The proto-cuneiform Texts from Jemdet  Nasr I: Copies, Transliterations and Glossary", Materialien zu den  frühen Schriftzeugnissen des Vorderen Orients Bd. 1. Berlin: Gebr. Mann, 1991 ISBN 9783786116462
- MSVO 2. Matthews, R. J, "Cities,  Seals  and  Writing:  Archaic  Seal  Impressions  from  Jemdet  Nasr  and  Ur", Berlin: Gebr. Mann, 1993 ISBN 978-3786116868
- MSVO 3. Damerow, P. & Englund, R. K. forthcoming. "The proto-cuneiform Texts from the Erlenmeyer Collection" Berlin.
- MSVO 4. Robert K. Englund and Roger J. Matthews, "proto-cuneiform Texts from Diverse Collections", Materialien zu den frühen Schriftzeugnissen des Vorderen Orients Bd. 4. Berlin: Gebr. Mann, 1996 ISBN 978-3786118756
- CUSAS 1. Salvatore F. Monaco, "The Cornell University Archaic Tablets (Cornell University Studies in Assyriology and Sumerology)", Eisenbrauns, 2007 ISBN 978-1934309001
- CUSAS 21. Salvatore Monaco, "Archaic Bullae and Tablets in the Cornell University Collections (Cornell University Studies in Assyriology and Sumerology)", 2014 ISBN 978-1-934309-55-1
- CUSAS 31. Salvatore F. Monaco, "Archaic Cuneiform Tablets from Private Collections (Cornell University Studies in Assyriology and Sumerology)", 2016 ISBN 978-1-934309-65-0

## Unicode
原楔形文字を符号化するUnicodeのブロックは、2020年に最初に提案された。原楔形文字の後の楔形文字の形を符号化する文字はコンソーシアムに承認されているが、原楔形文字のものは、まだコンソーシアムに公式に承認されていない。

## ギャラリー

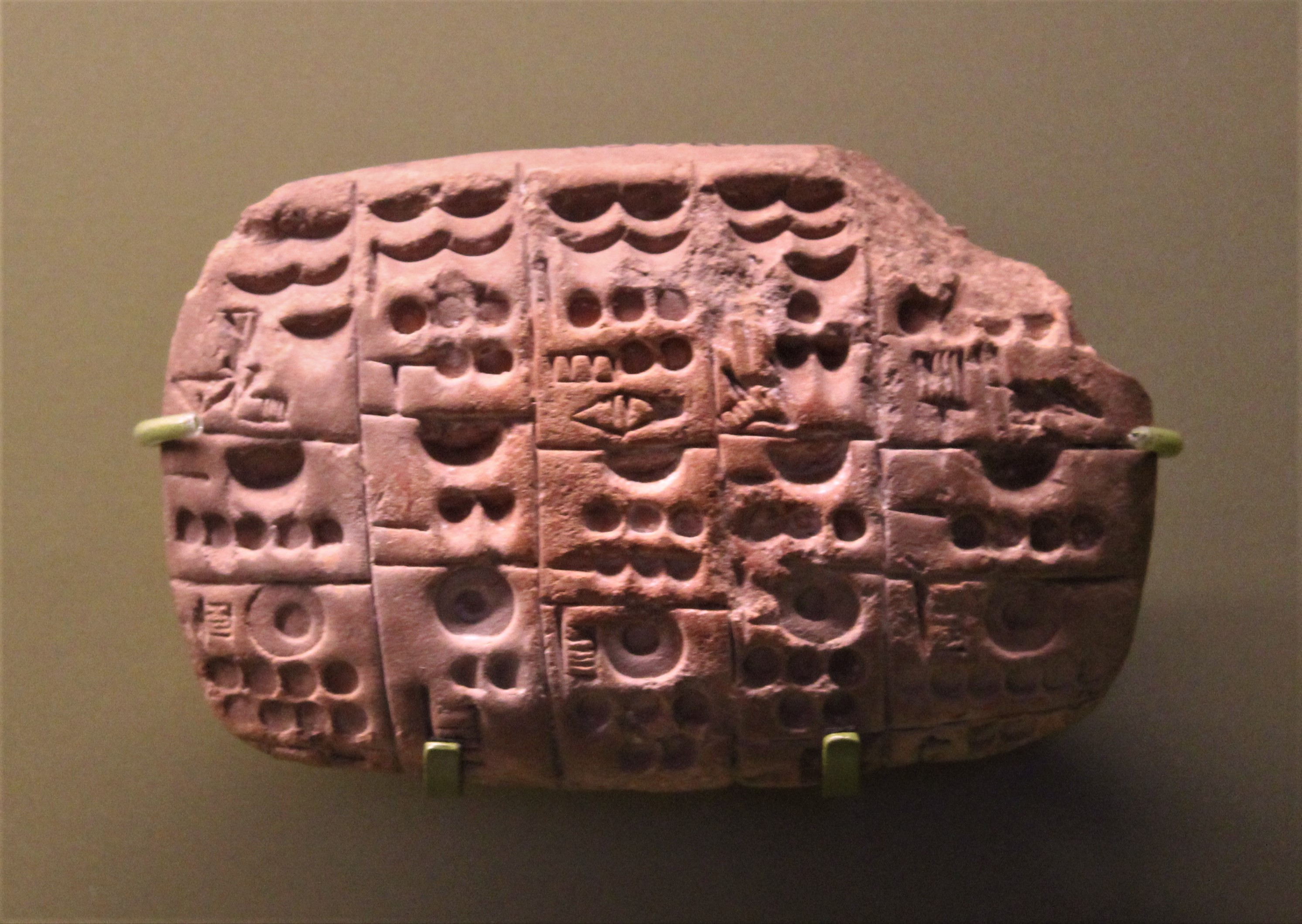
Jemdet Nasr tablet AN1926.583
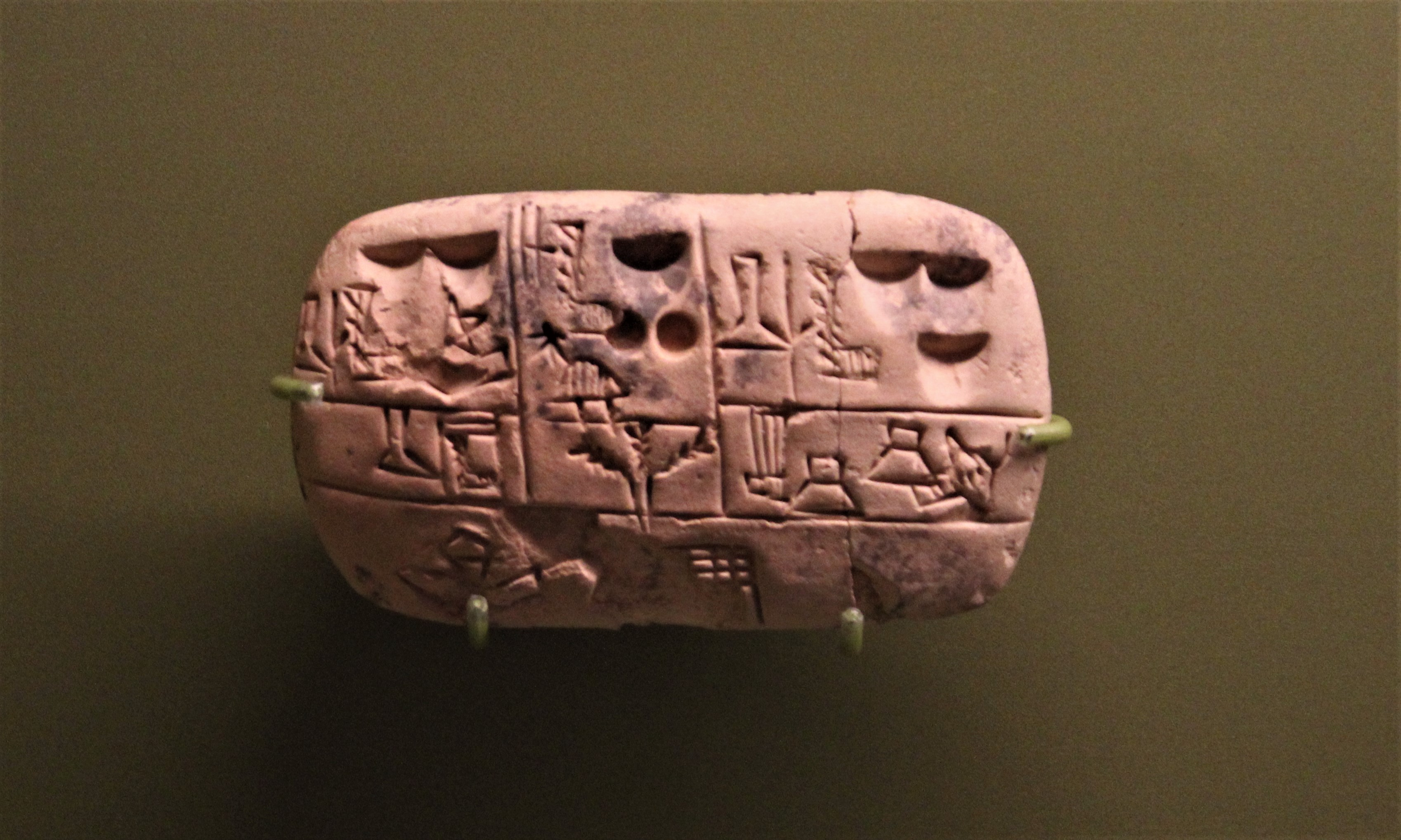
Jemdet Nasr tablet AN1926.602
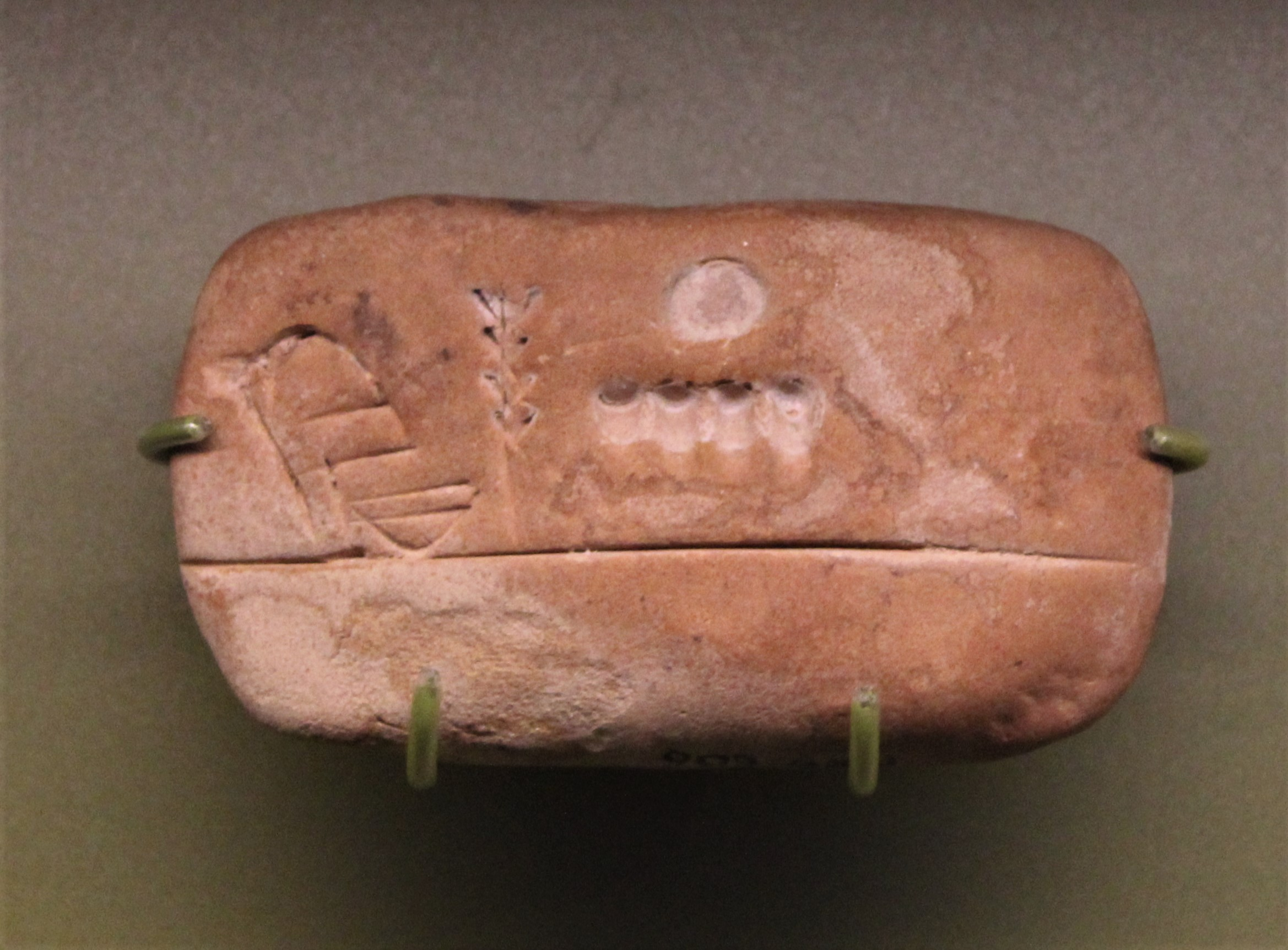
Jemdet Nasr tablet AN1926.606
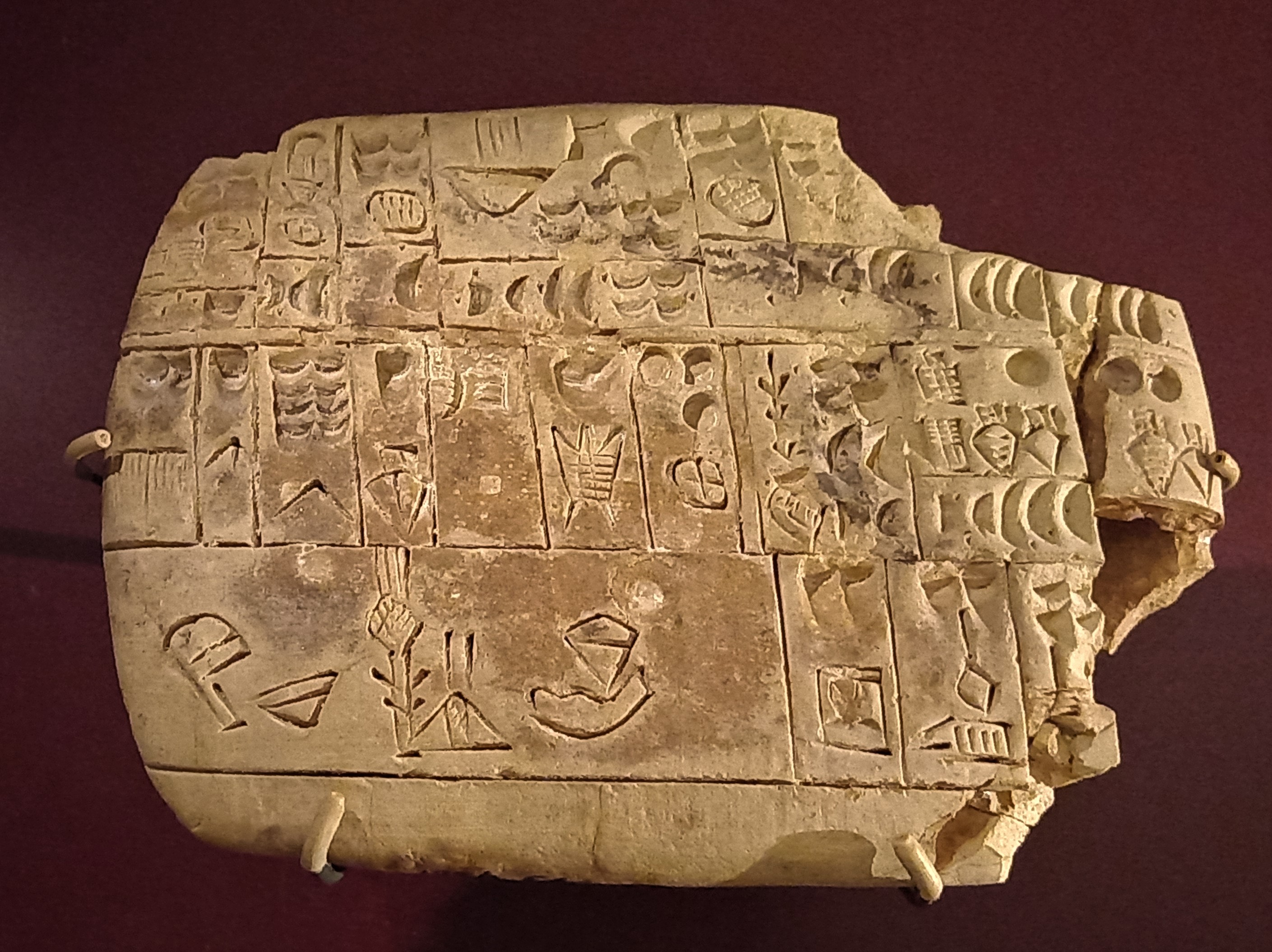
Jemdet Nasr tablet AN1926.564
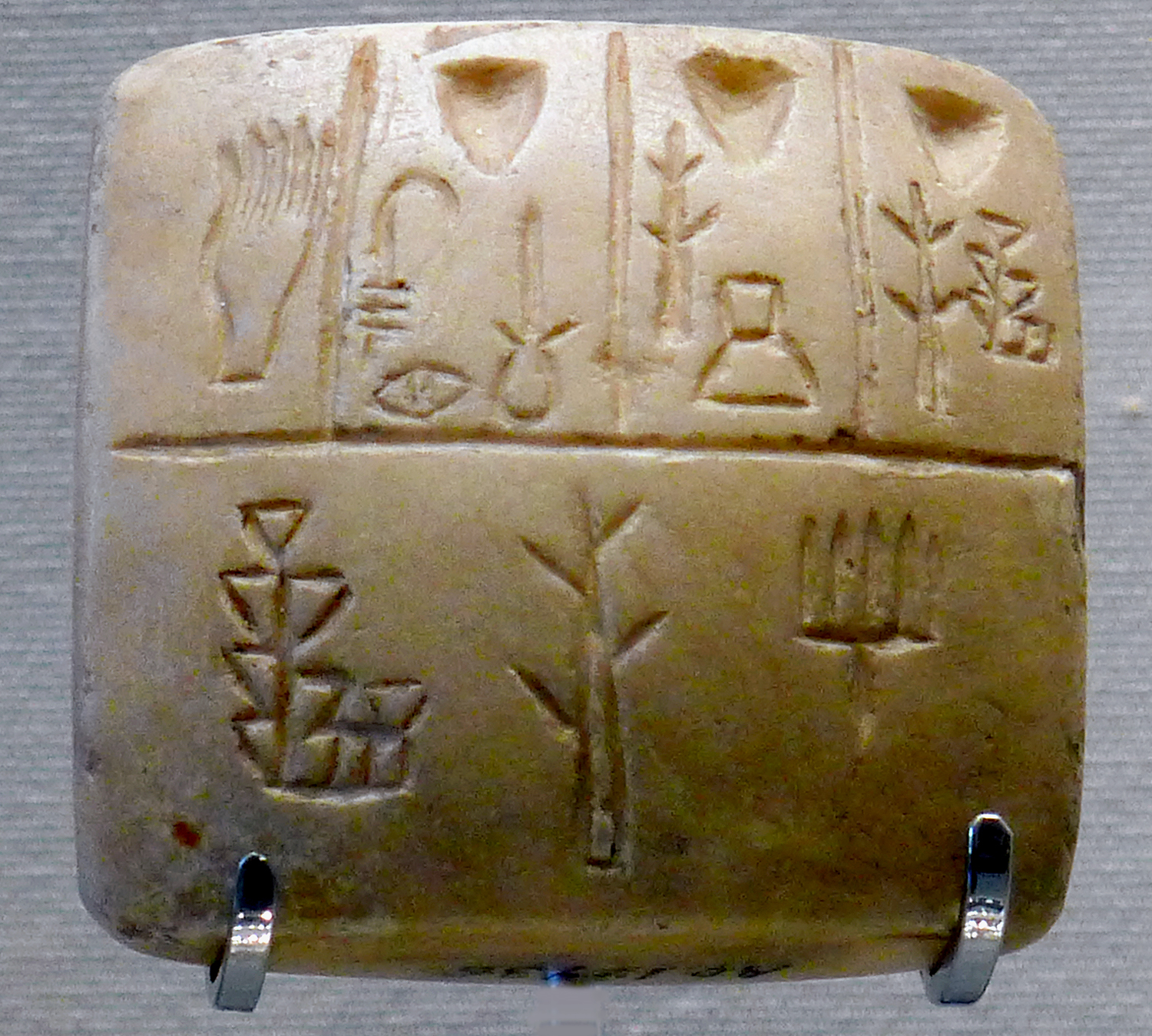
Louvre Uruk III tablette écriture précunéiforme AO19936
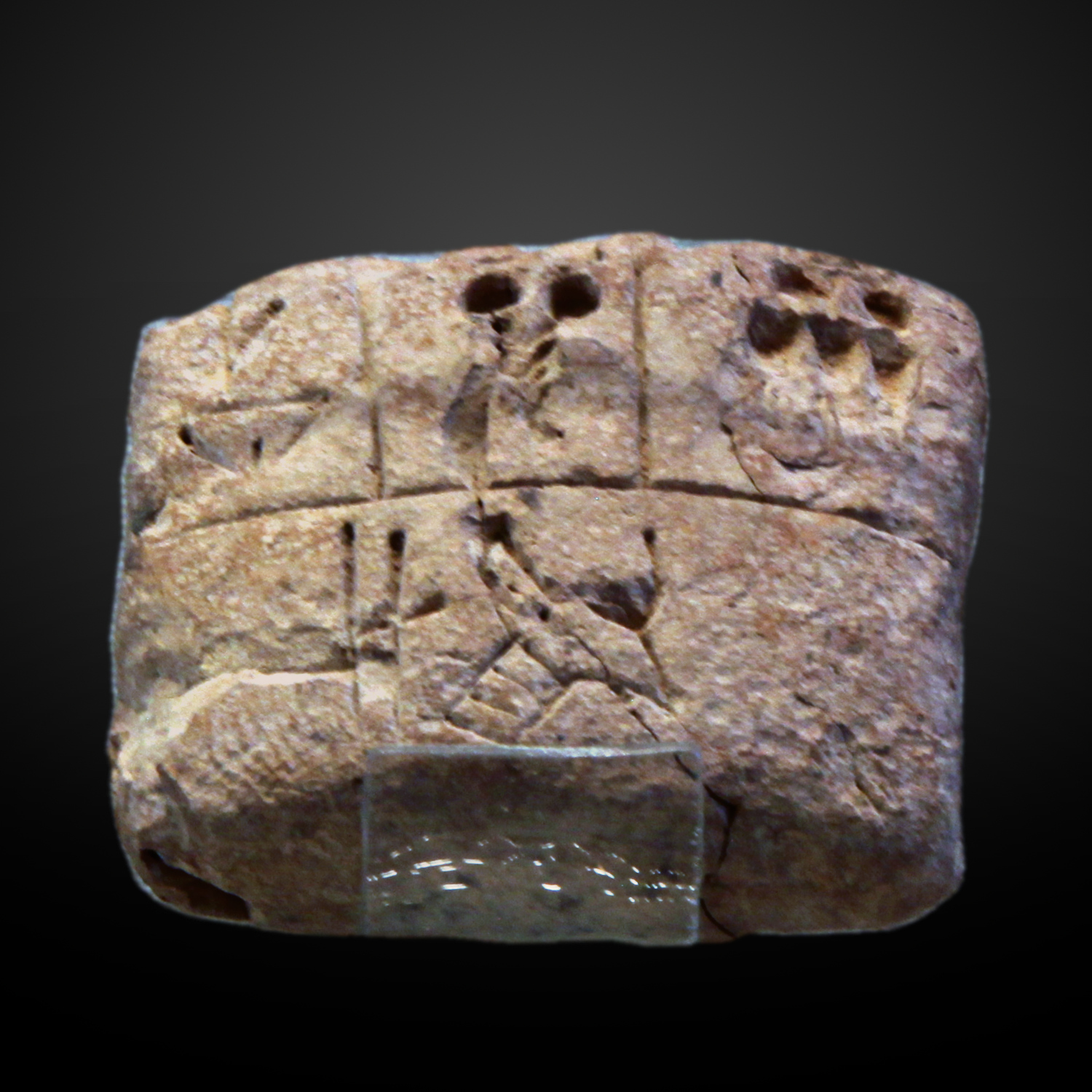
Precuneiforme tablet-AO 8856-IMG 9155-gradient
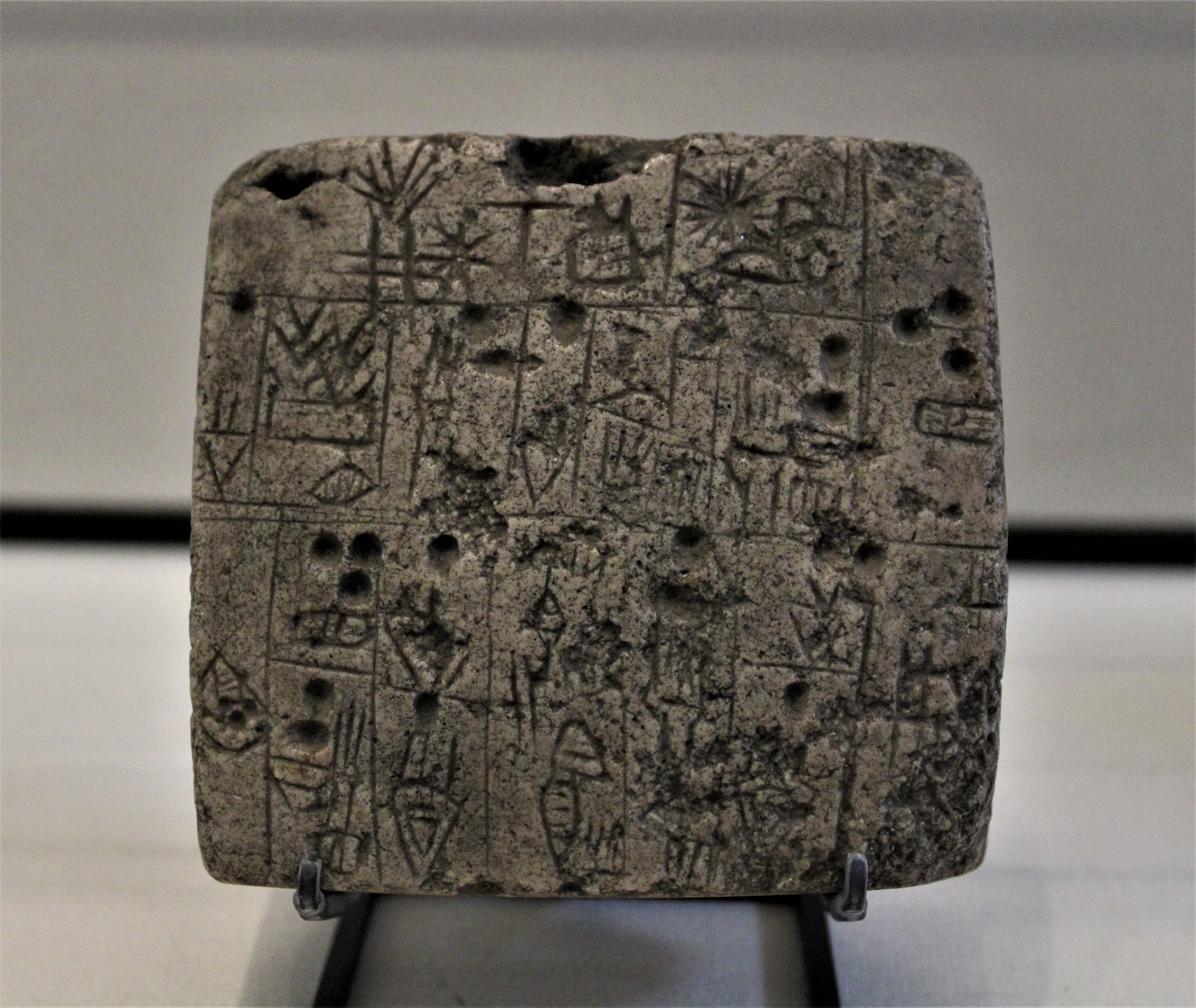
Tablette precuneiforme AO 2753
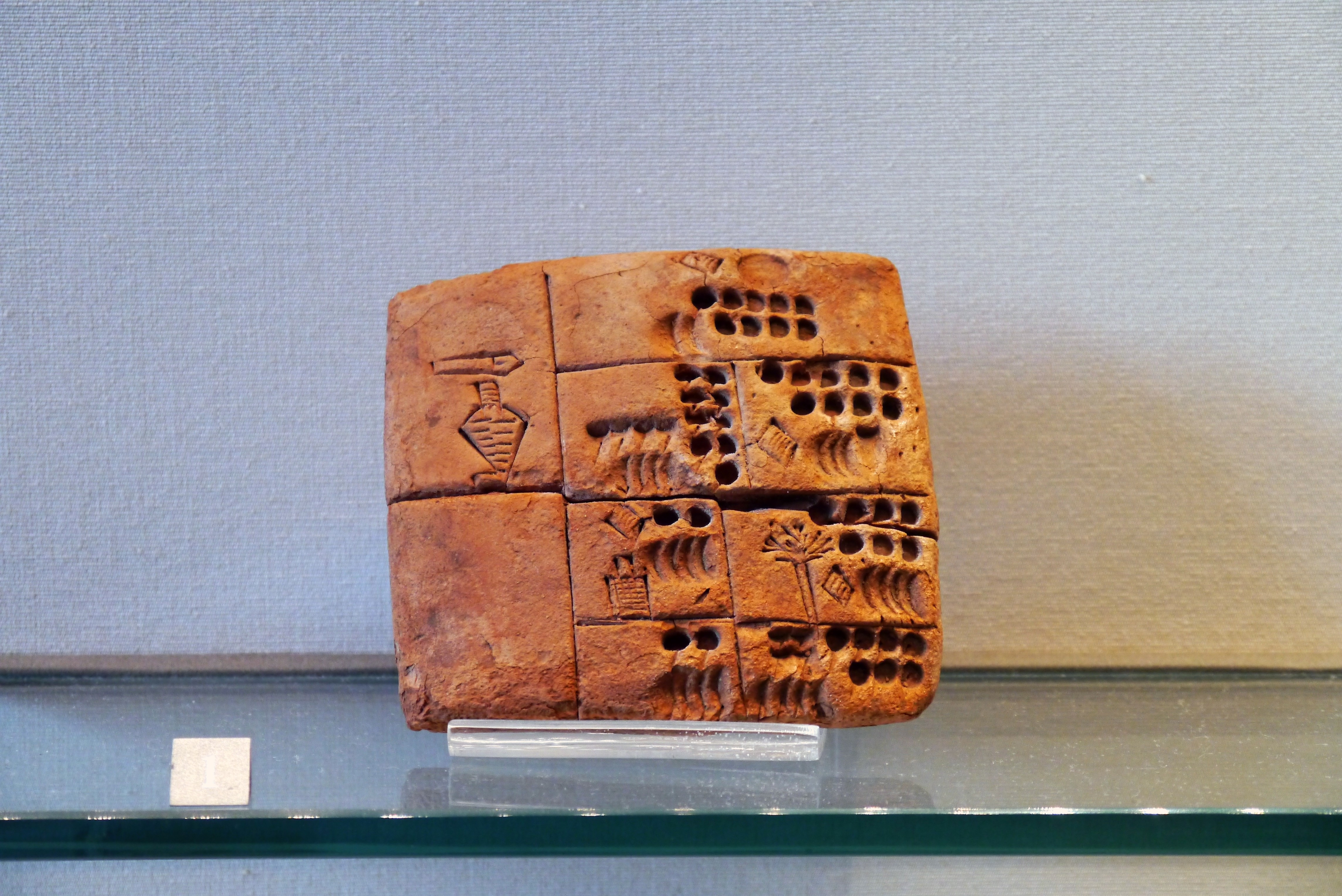
Clay Tablet - Louvre - AO29562
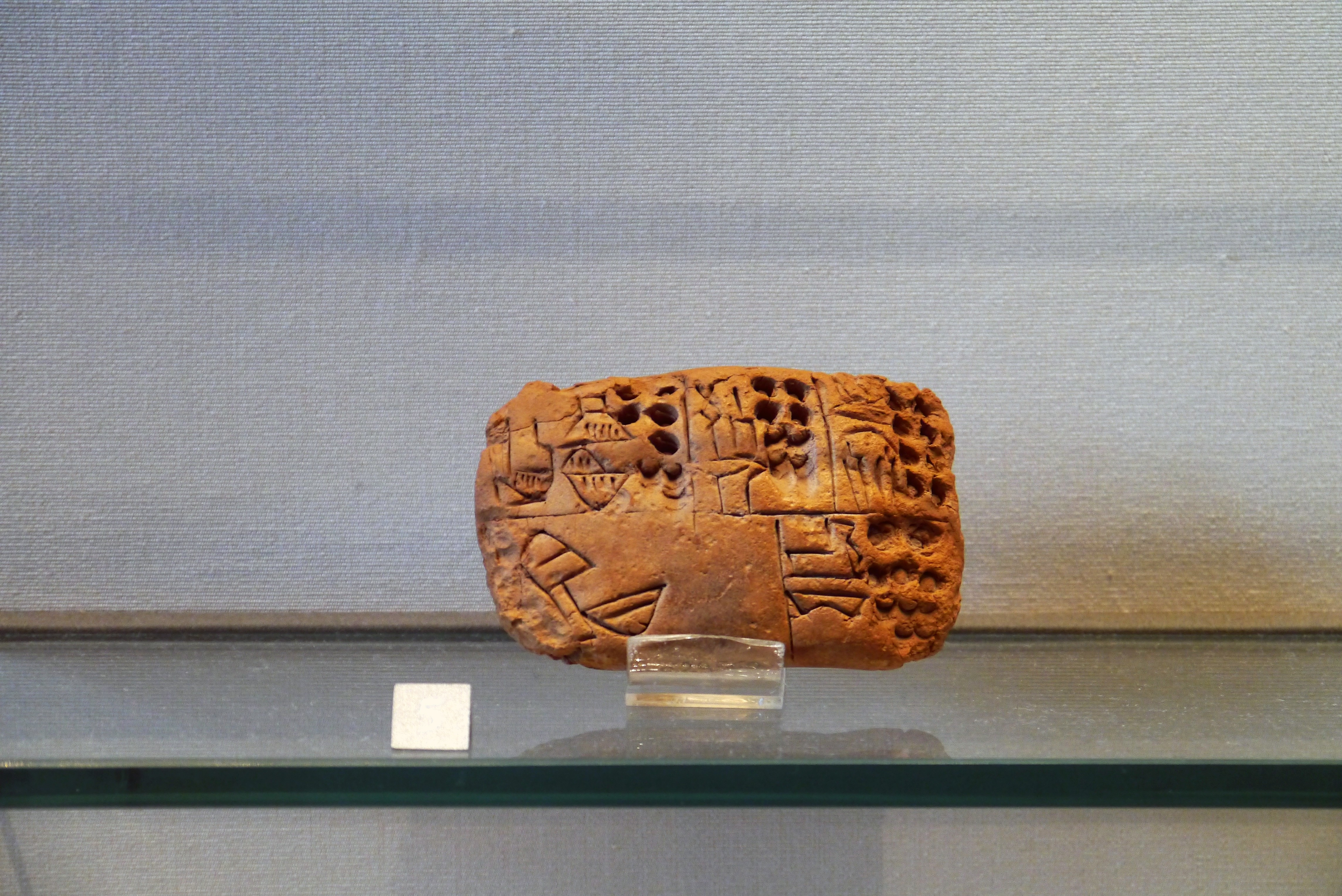
Clay Tablet - Louvre - AO29560
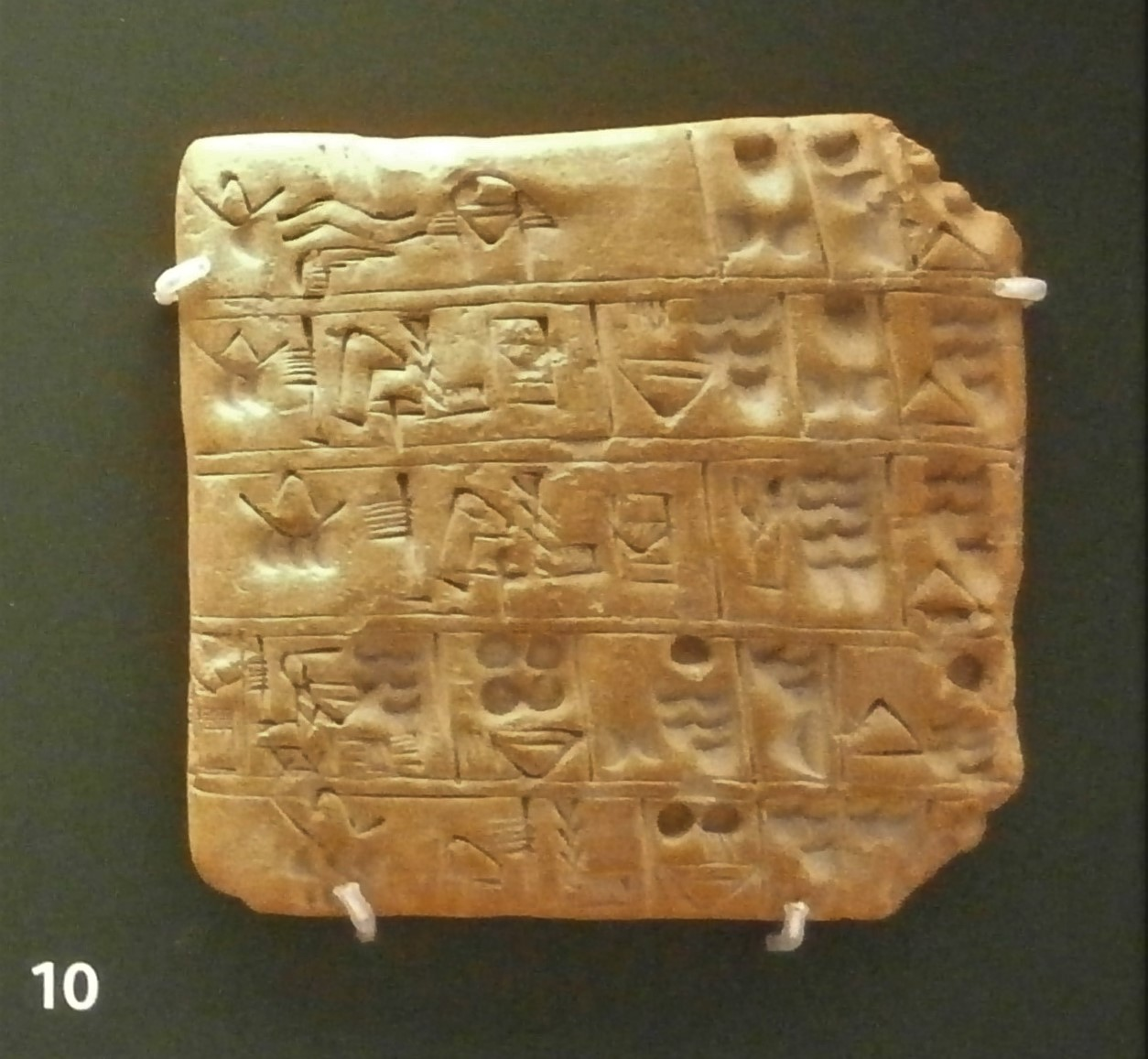
Five day ration list - Jemdet Nasr
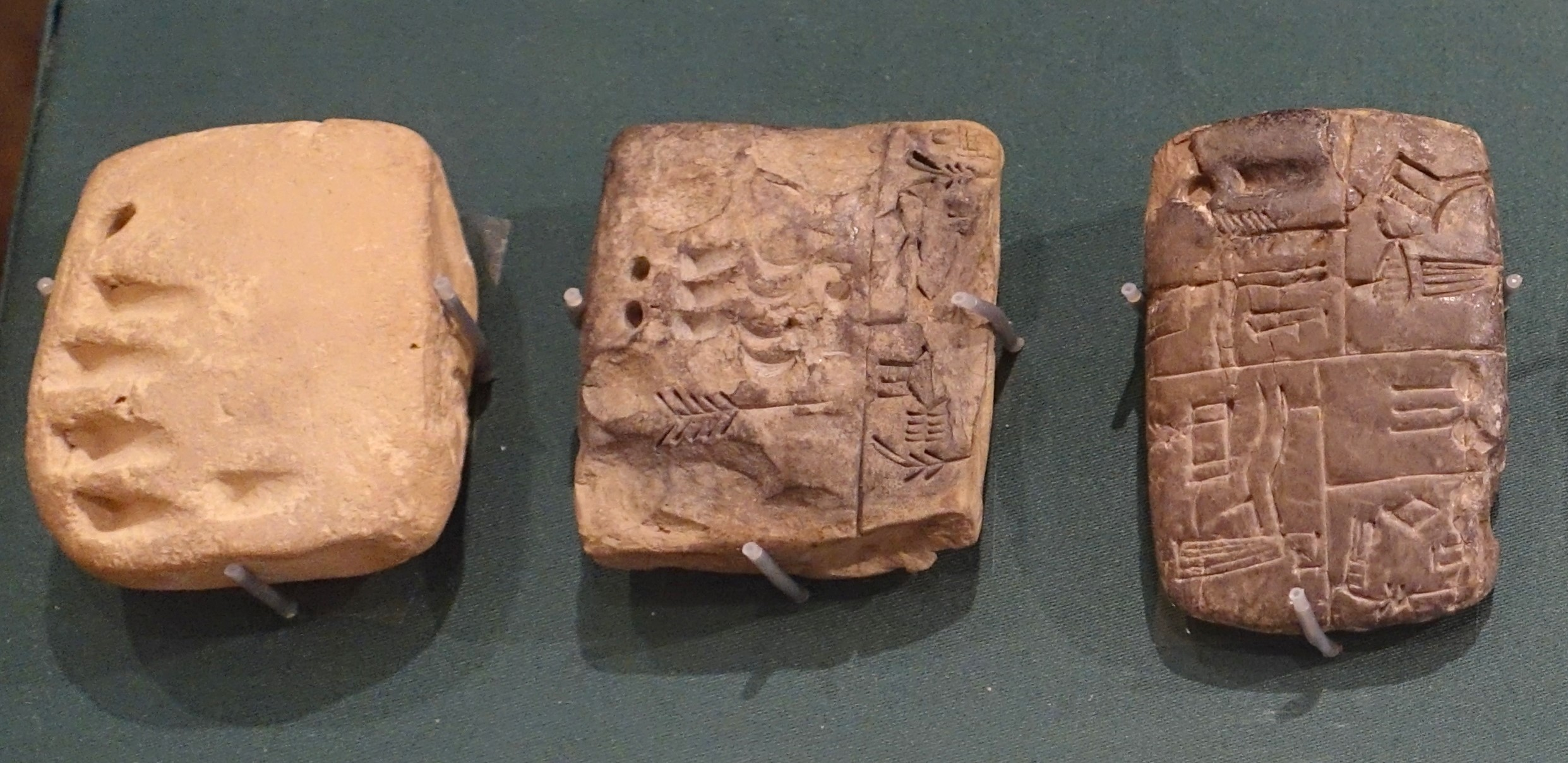
Numerical and proto cuneiforms tablets - Oriental Institute
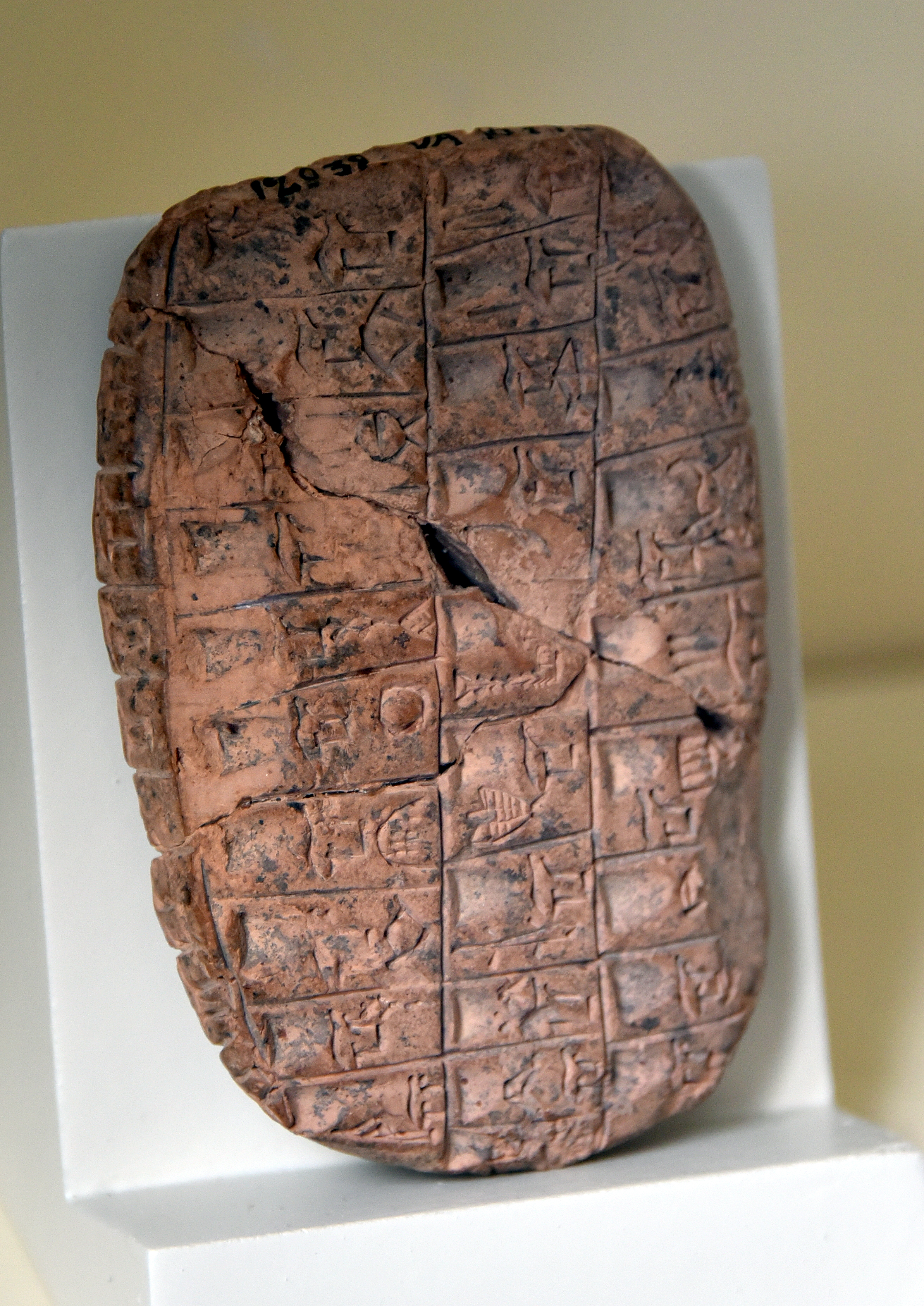
Clay tablet, lexical text, listing 58 different terms for pig. From Uruk, Iraq. 3200 BCE. Pergamon Museum
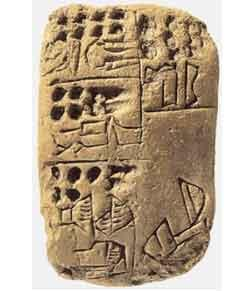
Uruk period administrative tablet
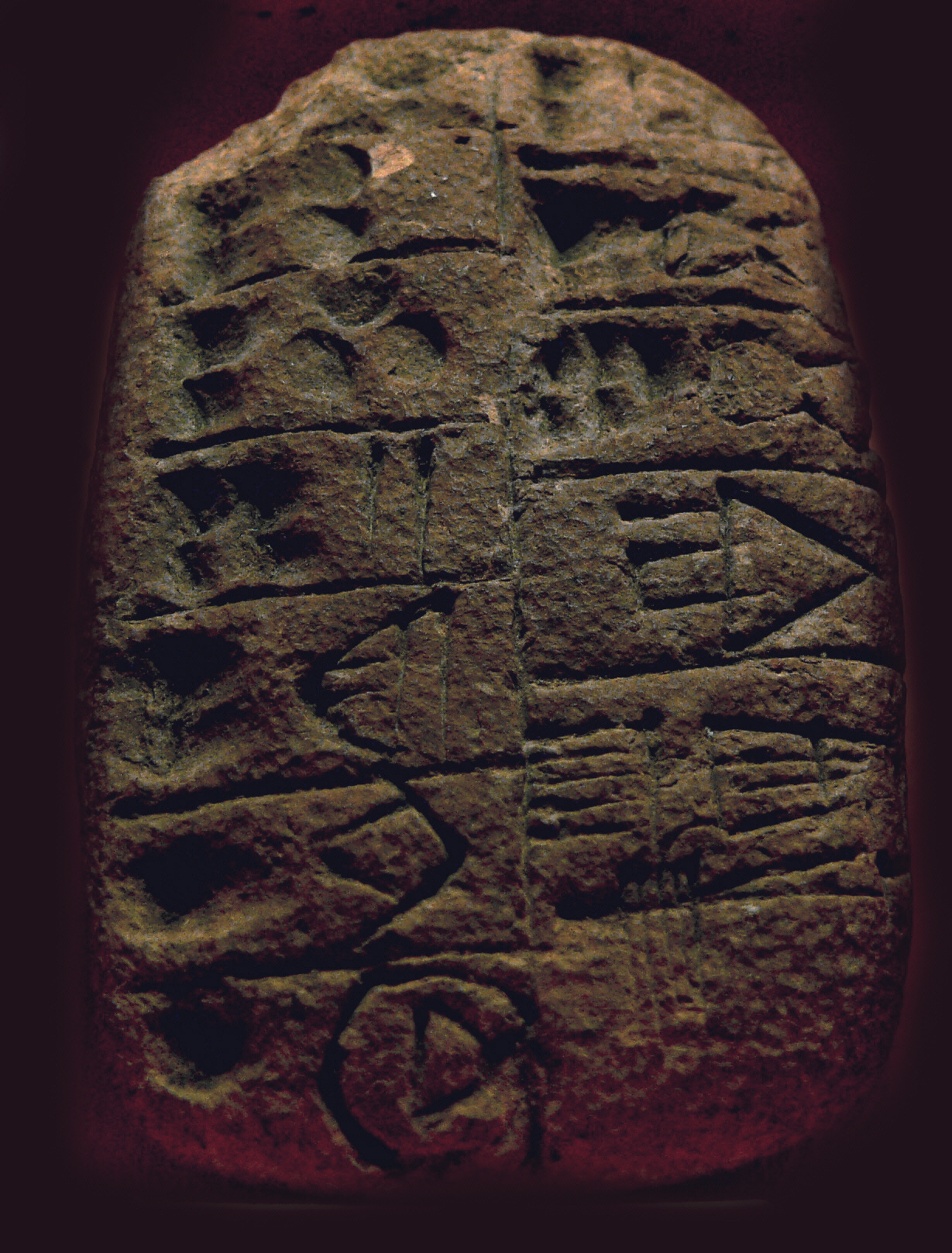
Tontäfelchen Mesopotamien 3200vChr 2
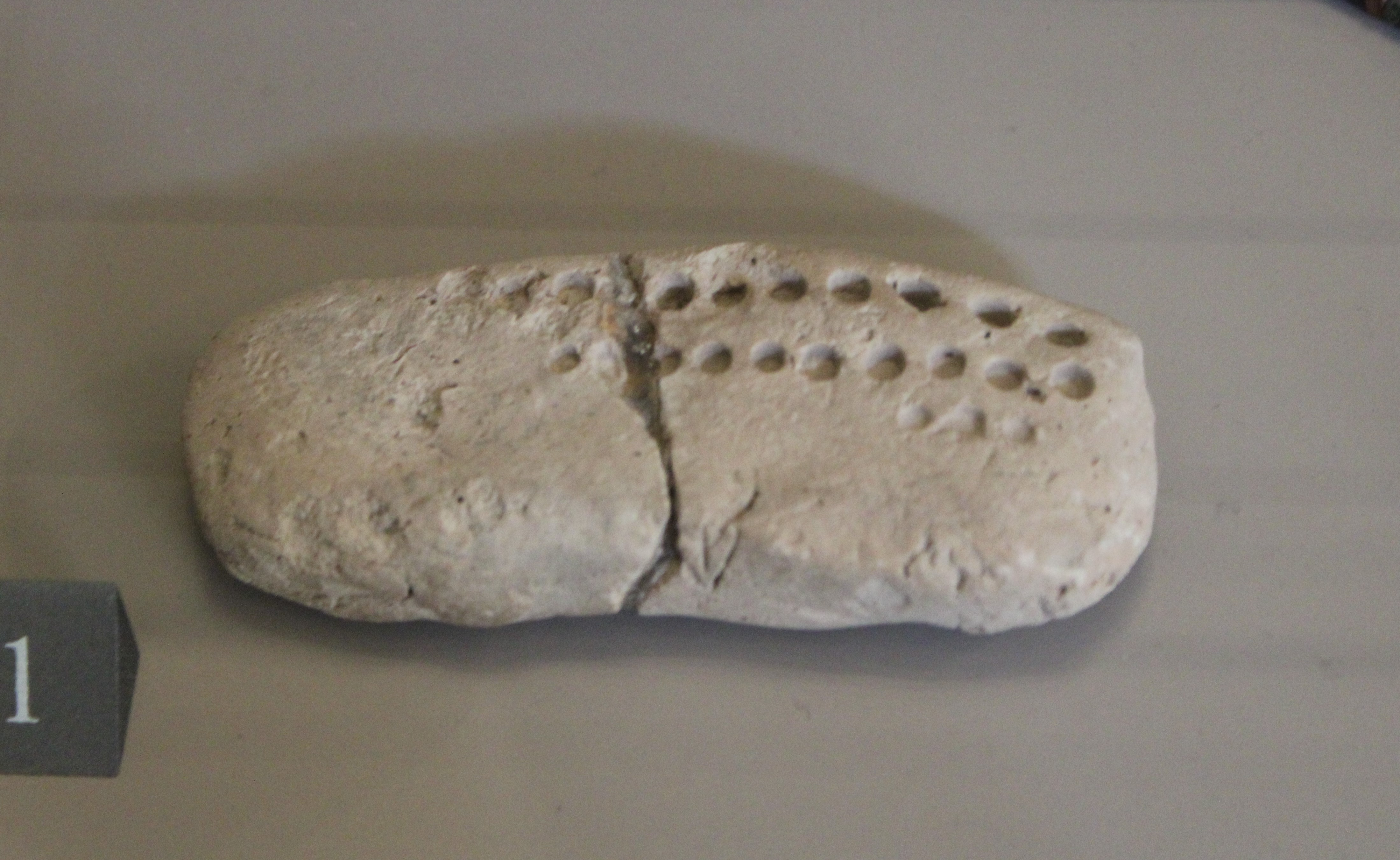
Tablette numerale Sialk IV
Proto-cuneiform_Vessels_list
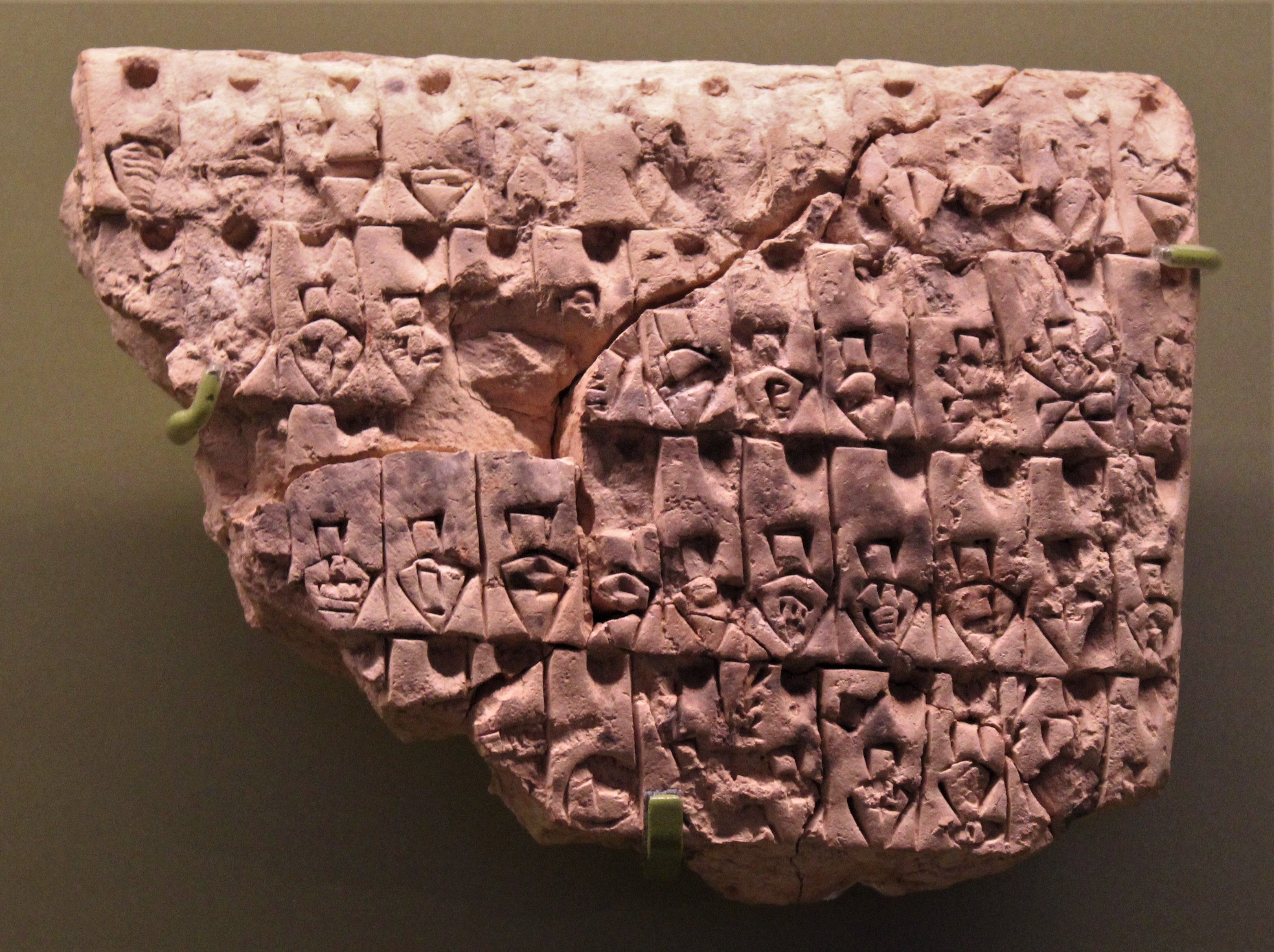

## 関連文献
- Bolle, Maja, "Conservation of an Archaic Cuneiform Tablet from Babylonia", Studies in Archaeological Conservation, Routledge, pp. 94–103, 2020
- Born, Logan, and Kathryn Kelley, "A Quantitative Analysis of proto-cuneiform Sign Use in Archaic Tribute." Cuneiform Digital Library Bulletin, 2021
- Charvát, Petr, "On  People,  Signs  and  States  –  Spotlights  on  Sumerian  Society,  c.  3500–2500  B.C.", Prague: The Oriental Institute, Academy of  Sciences of  the Czech Republic, 1998
- Charvát, Petr, "Lambs of the Gods. The Beginnings of the Wool Economy in Proto-Cuneiform Texts", Wool Economy in the Ancient Near East and the Aegean, Oxbow, Oxford, pp. 79–91, 2014
- Charvát, Petr, "Cherchez la femme: The SAL Sign in Proto-cuneiform Writing", La famille dans le Proche-Orient ancien: réalités, symbolismes et images: Proceedings of the 55e Rencontre Assyriologique Internationale, Paris, edited by Lionel Marti, University Park, USA: Penn State University Press, pp. 169–182, 2021
- Dahl, J., "Proto-Elamite and linear Elamite, a misunderstood relationship?", Akkadica, 2023
- Damerow, Peter, and Robert K. Englund, "Die Zahlzeichensysteme der Archaischen Texte aus Uruk", 1985
- Damerow, Peter, "Food production and social status as documented in proto cuneiform texts", Food and the status quest: An interdisciplinary perspective 1, pp. 149–170, 1996
- Diaco, Maddalena, "The Signs For Buildings in the proto-cuneiform." Rivista di Preistoria e Protostoria delle Civiltà Antiche Review of prehistory and protohistory of ancient civilizations 43, pp. 35–52, 2020
- Englund, Robert K., "Late Uruk period cattle and dairy products: Evidence from proto-cuneiform sources." Bulletin of Sumerian Agriculture 8.2, pp. 33–48, 1995
- Englund, Robert K., "The Smell of the Cage", in Cuneiform Digital Library Journal 2009:4, 2009
- Englund, Robert K, "Late Uruk Pigs and Other Herded Animals", in: U. Finkbeiner, R. Dittmann and H. Hauptmann, eds., Festschrift Boehmer Mainz, pp. 121–133, 1995
- Friberg, J, "Numbers and Measures in the Earliest Written Records", Scientific American, vol. 250, no. 2, pp. 110–118, 1984
- Gabriel, Gösta Ingvar, "Die archaischen Listen aus Uruk und die proto-keilschriftliche frontier. Überlegungen zu Funktion und Genese des ältesten lexikalischen Corpus", Journal of Ancient Near Eastern History, vol. 7, no. 1, pp. 1–24, 2022
- Glassner, J-J. "Proto-cuneiform Texts from Diverse Collections." The Journal of the American Oriental Society 119.3, pp. 547–547, 1999
- Green, M. W., "Animal Husbandry at Uruk in the Archaic Period", Journal of Near Eastern Studies, vol. 39, no. 1, pp. 1–35, 1980
- Kelley, Kathryn, "Gender, age, and labour organization in the earliest texts from Mesopotamia and Iran (c. 3300–2900 BC)", Dissertation, University of Oxford, 2018
- Klein, Jacob, "Six New Archaic Tablets From Uruk", vol. 94, no. 2, pp. 161–174, 2004
- Mattessich, R., "Prehistoric Accounting and the Problem of Representation: On Recent Archaeological Evidence of the Middle-East from 8000 BC to 3000 BC", The Accounting Historians Journal 14 (2), pp. 71–91, 1987
- Nissen, Hans-Jörg. "Uruk: Early Administration Practices and the Development of Proto-Cuneiform Writing" Archéo-Nil 26.1, pp. 33–48, 2016
- Nissen, HansJörg; Damerow, Peter; Englund, Robert K., "Archaic Bookkeeping: Early Writing and Techniques of Economic Administration in the Ancient Near East", Chicago: University of Chicago Press, 1993
- Overmann, Karenleigh A., "Updating the Abstract-Concrete Distinction in Ancient Near Eastern Numbers", Cuneiform Digital Library Journal 2018 (1), 2018
- Robson, Eleanor, "Mathematics in Ancient Iraq: A Social History", Princeton: Princeton University Press, 2009
- Schmandt-Besserat, Denise, "Before  Writing: From Counting to Cuneiform",  Volume 1, Austin, TX: University of Texas Press, 1992 ISBN 9780292707832
- Schmandt-Besserat, Denise, "Before Writing: A catalog of Near Eastern tokens", Volume 2, Austin, TX: University of Texas Press, 1992 ISBN 978-0292707849
- Szarzyñska, Krystyna, "Records of Garments and Cloths in Archaic Uruk/Warka", Altorientalische Forschungen, vol. 15, no. 1–2, pp. 220–230, 1988
- Vaiman, Aizik A., "Protosumerische Maß-und Zählsysteme", Baghdader Mitteilungen 20, pp. 114–120, 1989
- Wagensonner, Klaus, "Early Lexical Lists and Their Impact on Economic Records: An Attempt of Correlation Between Two Seemingly Different Kinds of Data-Sets". Organization, Representation, and Symbols of Power in the Ancient Near East: Proceedings of the 54th Rencontre Assyriologique Internationale at Würzburg 20–25 Jul, edited by Gernot Wilhelm, University Park, USA: Penn State University Press, pp. 805–818, 2022
- Christopher Woods, "The earliest Mesopotamian writing", in Visible language. Inventions of writing in the ancient Middle East and beyond, Oriental Institute Museum Publications 32, University of Chicago, Chicago, pp. 33–50, 2010 ISBN 978-1-885923-76-9